# 일본민주청년동맹

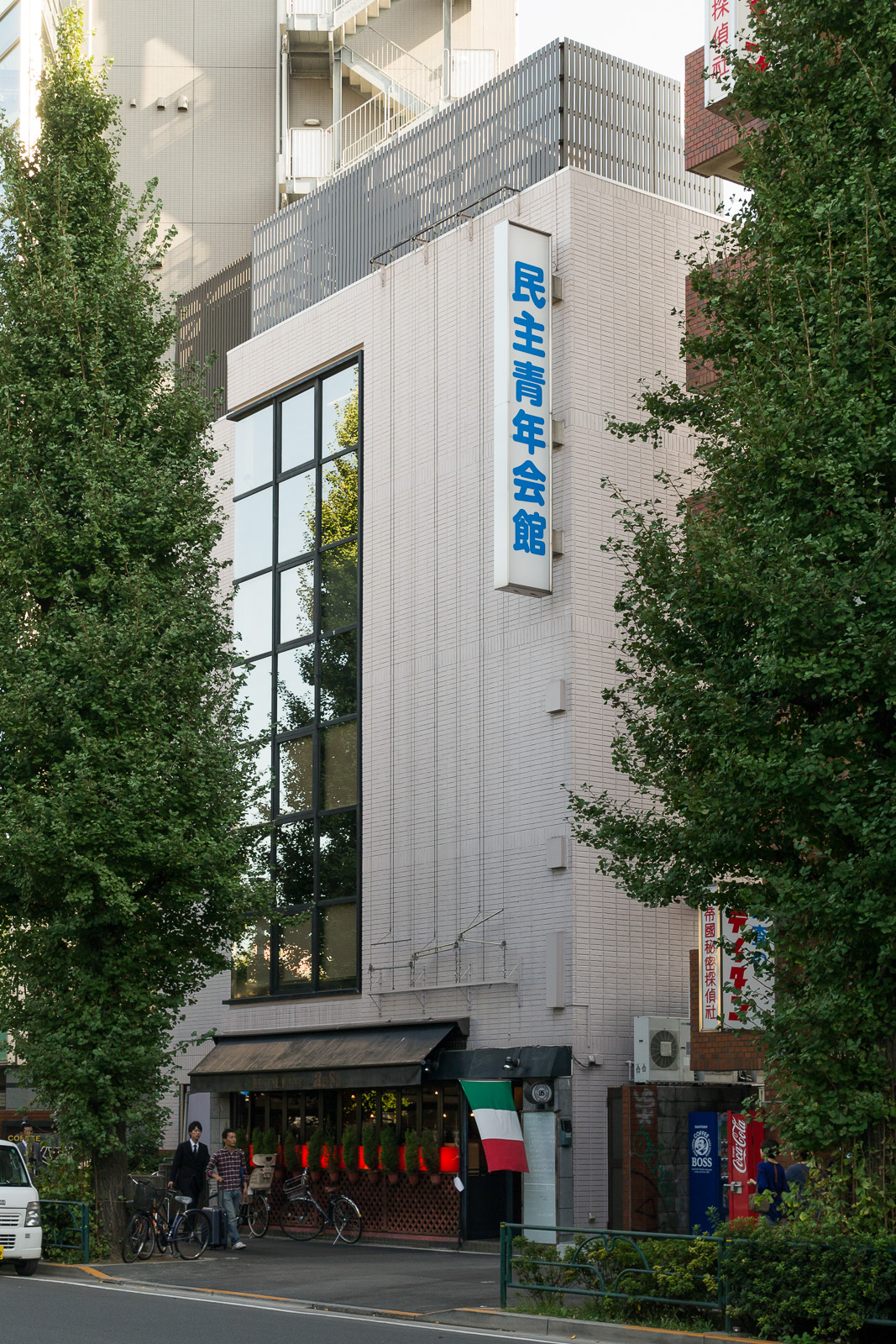
민주청년회관 (도쿄도 시부야구 센다가야 소재)

일본민주청년동맹(일본어: 日本民主青年同盟 니혼민슈세이넨도메이[*], 영어: Democratic Youth League of Japan; DYLJ)은 일본의 청년단체다. 약칭 민청동맹(民青同盟 민세이도메이[*]) 또는 민청(民青 민세이[*]). 일본공산당을 "상담상대(相談相手)"라고 규정하는 청년단체로, 『규약』 제1조 내용이 다음과 같다.
| “ | 조직 명칭은 일본민주청년동맹(약칭 「민청」, 「민청동맹」)으로 한다. 민청은 청년의 절실한 요구에 부응하여 생활의 향상, 평화, 독립, 민주주의, 사회진보를 지향하는 자주적 청년조직이다. 과학적 사회주의와 일본공산당 강령을 배우고 자연과 사회, 문화에 대해 널리 익혀 인류를 발전시키고 사회의 일꾼으로 성장하는 것을 목표로 한다. 일본공산당을 상담상대로, 도움을 받아 활동한다. | ” |
|   | — 일본민주청년동맹의 규약 (2011년 11월 20일 개정) |   |

브리태니커 대백과사전에서는 “일본공산당의 하부단체”라고 기술하고 있으며, 경찰청의 경찰백서에는 “일본공산당의 원조를 받고 있는 일본민주청년동맹”이라고 기재되어 있다. 미일안보조약 반대 등 평화운동, 원자력 반대운동, 학비인상 반대운동, 각정 서명운동이나 자원봉사, 학습회, 동세대간 교류와 연대 등이 주요 활동이다.
1923년 설립된 일본 공산청년동맹(공청)이 전신이다. 전후 일본 청년공산동맹(청공)으로 재편되었다가 이후 일본민주청년단(민청단)으로 개칭하면서 과학적 사회주의를 일시 포기했다. 이후 민주청년동맹으로 개칭하면서 과학적 사회주의 노선이 부활하고 1960년 제6회 전국대회에서 『청년동맹의 호소』와 『규약』을 채택하면서 현재의 조직성격을 확립했다. 당시에는 “일본공산당의 지도를 받아 과학적 사회주의와 당강령을 배운다”고 당의 영도를 받음을 노골적으로 드러냈지만, 1980년대 이후로는 상술한 것과 같이 “일본공산당의 「상담」을 받는다”는 식으로 표현이 수정된다.
1969년을 정점으로 하는 일본 학생운동 고양기에는 전공투 등 신좌파 정파들을 트로츠키주의자라고 비판하며 격렬하게 대립했다. 민청의 사수대는 ‘새벽행동대(あかつき行動隊)’라고 했으며, 노란 하이바에 ‘민주화봉(民主化棒)’이라는 게발트봉을 들었다. 새벽행동대는 수백 명의 병력으로 수천 명의 전공투를 압도하는 전투력을 가지고 있었다. 새벽행동대는 1967년 선린학생회관 사건에서 중국공산당을 추종하는 화교 학생들과 유혈사건을 일으켰다. 한편 민사당계의 “젊은 뿌리 모임” 같은 교류 모임의 일면도 있어 교류회나 여행 등도 기획했다. 중앙합창단이나 일본 노랫소리 실행위원회 등을 통해 노랫소리 운동을 주도했다. 때문에 신좌파에게 “노래하고 춤추는 일공민청”이라는 야유를 듣기도 했다.
맹원 수는 공칭 2만 명. 전성기인 1970년에는 약 20만 명에 달했다. 2002년 11월 30회 대회에서 2만 2천 명 이상이라고 발표한 이후 맹원 수는 공개하지 않고 있다.